# 민족문제연구소의 친일인명사전 수록자 명단 - 사법
민족문제연구소의 친일인명사전 수록예정자 명단 - 사법은 2009년 민족문제연구소가 편찬한 친일인명사전 중 사법 분야에 분류된 이들의 명단이다.

## 사법 분야 목록 (228명)

### 가
| - 강동진 (姜東鎭) - 강병준 (姜炳駿) - 강신규 (姜信奎) - 강영철 (康永喆) - 강완선 (姜完善) - 강중인 (姜仲仁) - 강철모 (姜哲模) - 계명수 (桂明壽) - 계창업 (桂昌嶪) - 계철순 (桂哲淳) - 고운하 (高運河) - 고재호 (高在鎬) - 구자관 (具滋觀) - 권태전 (權泰銓) - 김갑수 (金甲洙) - 김광근 (金光根) - 해외 - 김기정 (金淇正) - 김기조 (金基肇) | - 김낙헌 (金洛憲) - 중추원 - 김달호 (金達鎬) - 김대경 (金大經) - 김동현 (金東炫) - 김두일 (金斗一) - 김명수 (金命洙) - 김선득 (金瑄得) - 김선태 (金善太) - 김세완 (金世玩) - 김시두 (金時斗) - 김영린 (金永璘) - 김영재 (金寧在) - 김영환 (金泳煥) - 김용식 (金溶植) - 김용찬 (金容璨) - 김우열 (金又說) - 김우영 (金雨英) - 김윤근 (金潤根) | - 김윤수 (金潤壽) - 김응모 (金膺模) - 김응식 (金膺植) - 김응준 (金應駿) - 관료 - 김의균 (金宜均) - 김일룡 (金一龍) - 김장섭 (金長涉) - 김장호 (金章鎬) - 김재완 (金在琬) - 김점석 (金占錫) - 김정배 (金貞培) - 김종석 (金鍾錫) - 김종호 (金鍾浩) - 김준평 (金準枰) - 김창모 (金昌模) - 김태영 (金泰瑛) - 김형근 (金亨根) - 김홍언 (金鴻彦) |

### 나
| - 나재승 (羅在昇) - 나진 (羅瑨) - 나항윤 (羅恒潤) | - 남정숙 (南廷琡) - 노상구 (魯相龜) - 노용호 (盧龍鎬) | - 노재승 (盧載昇) - 노흥현 (盧興鉉) |

### 마
| - 문석규 (文錫圭) - 문승모 (文昇謨) - 민경준 (閔庚駿) | - 민병성 (閔丙晟) - 민병창 (閔丙昌) - 민복기 (閔復基) | - 민부훈 (閔孚勳) - 민영수 (閔泳壽) |

### 바
| - 박기준 (朴基駿) - 박만서 (朴晩緖) - 박민서 (朴民徐) - 박승유 (朴勝維) - 박승준 (朴承俊) - 박유병 (朴有秉) - 박종근 (朴宗根) | - 박종훈 (朴鍾壎) - 박준성 (朴準性) - 관료 - 박지영 (朴志永) - 박춘서 (朴春緖) - 박태병 (朴台秉) - 방순원 (方順元) | - 방준경 (方俊卿) - 백윤화 (白允和) - 백한성 (白漢成) - 변기엽 (邊基燁) - 변옥주 (卞沃柱) - 변재성 (卞在成) |

### 사
| - 사경욱 (史敬郁) - 사광욱 (史光郁) - 서광설 (徐光卨) - 서기홍 (徐基弘) - 서정국 (徐廷國) - 석용환 (石用鋎) - 석종구 (石鍾九) | - 소진섭 (蘇鎭燮) - 손동욱 (孫東頊) - 손홍팔 (孫洪八) - 송문현 (宋文炫) - 송인태 (宋寅台) - 송화식 (宋和植) - 신석정 (申錫定) | - 신우영 (申宇永) - 관료 - 신재영 (申載永) - 관료 - 심노욱 (沈魯旭) - 관료 - 심동구 (沈同求) - 심상직 (沈相直) - 심원명 (沈遠明) |

### 아
| - 양원용 (梁源容) - 양정수 (楊正秀) - 양태원 (梁台元) - 양판수 (梁判壽) - 양홍기 (梁洪基) - 엄보익 (嚴輔翼) - 엄상섭 (嚴詳燮) - 엄식 (嚴寔) - 염세열 (廉世烈) - 오건일 (吳健一) - 오성덕 (吳聖德) - 오숭은 (吳崇殷) - 오승근 (吳承根) - 오완수 (吳完洙) - 오용묵 (吳容默) - 오태경 (吳泰慶) - 원병희 (元炳喜) - 중추원 - 원종억 (元鍾億) - 유갑수 (柳甲秀) - 유동작 (柳東作) - 유성희 (柳垶熙) - 유영 (柳瑛) | - 유진영 (兪鎭靈) - 유태설 (劉泰卨) - 중추원 - 유헌열 (柳憲烈) - 윤동식 (尹同植) - 윤성보 (尹性普) - 윤용섭 (尹用燮) - 윤철균 (尹轍均) - 윤학영 (尹學榮) - 윤헌구 (尹憲求) - 이근상 (李根祥) - 이근창 (李根昌) - 이기찬 (李基燦) - 중추원, 친일단체 - 이만준 (李萬濬) - 이명섭 (李明燮) - 이병용 (李炳瑢) - 이상각 (李相珏) - 이상기 (李相基) - 이선경 (李善暻) - 이수현 (李守鉉) - 이용의 (李溶儀) - 이우정 (李愚正) | - 이원국 (李源國) - 관료 - 이원배 (李元培) - 이의형 (李儀珩) - 이정준 (李楨準) - 이정혁 (李晶爀) - 이천상 (李天祥) - 이충영 (李忠榮) - 이태희 (李太熙) - 이필은 (李弼殷) - 이학천 (李學泉) - 이한린 (李漢麟) - 이호 (李澔) - 이호정 (李浩呈) - 이홍종 (李弘鍾) - 이화종 (李和鍾) - 이희목 (李熙穆) - 이희적 (李熙迪) - 중추원 - 임석규 (林淅圭) - 임석무 (林碩茂) - 임영찬 (林英贊) - 임한경 (林漢璟) |

### 자
| - 장경근 (張暻根) - 장기상 (張基相) - 장두식 (張斗植) - 장후영 (張厚永) - 전병식 (全丙植) - 전영택 (全永澤) - 정규철 (鄭奎轍) - 정낙헌 (鄭樂憲) - 정문모 (鄭文謨) - 정봉춘 (鄭鳳春) | - 정섭조 (鄭燮朝) - 정순석 (鄭順錫) - 정유섭 (丁裕燮) - 정윤환 (鄭潤煥) - 정재환 (鄭在煥) - 정준모 (鄭浚謨) - 정창운 (鄭暢雲) - 조사달 (趙泗達) - 조예석 (趙禮錫) - 조용순 (趙容淳) | - 조원규 (趙元奎) - 조인환 (曺仁煥) - 조재천 (曺在千) - 조진만 (趙鎭滿) - 조태로 (趙泰魯) - 조평재 (趙平載) - 지영구 (池永九) - 진태구 (陳泰龜) - 진형하 (陳馨夏) |

### 차
| - 차균경 (車均卿) - 채규명 (蔡奎明) - 채용묵 (蔡容默) - 최대교 (崔大敎) | - 최병주 (崔丙柱) - 최윤모 (崔潤模) - 최정묵 (崔鼎默) - 중추원, 친일단체 | - 최종석 (崔宗錫) - 최창렬 (崔昌烈) - 최창조 (崔昌朝) - 중추원 |

### 타
- 탁창하 (卓昌河)

### 하
| - 한규용 (韓奎鏞) - 한복 (韓宓) - 한봉세 (韓鳳世) - 한상범 (韓相範) | - 한용 (韓溶) - 경찰 - 함성욱 (咸晟昱) - 허진 (許瑨) - 형덕기 (邢德基) | - 홍순용 (洪淳瑢) - 홍승근 (洪承瑾) - 홍인석 (洪仁錫) - 홍진기 (洪璡基) |

## 같이 보기
- 친일파 708인 명단 - 조선총독부 판검사
- 친일파 708인 명단 - 조선총독부 판사
- 대한민국 정부 발표 친일반민족행위자 명단 - 통치 기구